# Карлсруэ (район)
Карлсруэ (нем. Karlsruhe) — район в Германии. Центр района — город Карлсруэ. Район входит в землю Баден-Вюртемберг. Подчинён административному округу Карлсруэ. Занимает площадь 1084,98 км². Население — 430 100 чел. Плотность населения — 396 человек/км².
Официальный код района — 08 2 15.
Район подразделяется на 32 общины.

## Города и общины

### Города
1. Бреттен (27 997)
2. Брухзаль (42 911)
3. Эттлинген (38 987)
4. Крайхталь (14 964)
5. Эстринген (12 994)
6. Филипсбург (Германия) (12 558)
7. Райнштеттен (20 427)
8. Штутензее (22 938)
9. Вагхойзель (20 000)

### Общины
1. Бад-Шёнборн (12 065)
2. Деттенхайм (6 732)
3. Эггенштайн-Леопольдсхафен (15 243)
4. Форст (7 501)
5. Гондельсхайм (3 209)
6. Грабен-Нойдорф (11 672)
7. Хамбрюкен (5 337)
8. Карлсбад (16 135)
9. Карлсдорф-Нойтард (9 531)
10. Кронау (5 613)
11. Кюрнбах (2 425)
12. Линкенхайм-Хохштеттен (11 663)
13. Мальш (14 483)
14. Марксцелль (5 423)
15. Обердердинген (10 557)
16. Оберхаузен-Райнхаузен (9 501)
17. Пфинцталь (17 955)
18. Зульцфельд (4 730)
19. Убштадт-Вайэр (12 771)
20. Вальдброн (12 284)
21. Вальцбахталь (9 104)
22. Вайнгартен (9 637)
23. Цайзенхаузен (1 724)